# 髙木理己
髙木 理己（たかぎ りき、1978年7月13日 - ）は、千葉県出身のサッカー指導者。

## 来歴
市立船橋高校、帝京大学では選手としてプレー。2000年から母校の市立船橋高校で指導者としてのキャリアをスタートさせた。
2011年より、京都サンガF.C.のコーチに就任。2013年シーズン終了後に退任した。
2014年より、ガイナーレ鳥取のコーチに就任。
2016年より、湘南ベルマーレのヘッドコーチに就任。
2017年より鳥取のU-18監督に就任。2019年より、トップチームの監督に就任。2021年5月4日付で鳥取の監督を解任された。
2021年5月26日、市立船橋高校時代の監督だった布啓一郎が監督を務めるFC今治のコーチに就任、2022年はヘッドコーチを務め、2023年から監督に就任。
2023年8月8日、今治の監督を退任すると発表された。
2023年8月29日、AC長野パルセイロ監督に就任。
2024年12月27日、湘南ベルマーレのヘッドコーチに就任。

## 所属クラブ
- 1994年 - 1996年 船橋市立船橋高等学校
- 1997年 - 1999年 帝京大学

## 指導歴
- 2000年 - 2002年 船橋市立船橋高等学校サッカー部 コーチ/ヴィヴァイオ船橋SCユース コーチ
- 2006年 - 2008年 山梨学院大学附属高等学校サッカー部 監督
- 2009年 - 2010年 帝京第三高等学校サッカー部 ヘッドコーチ
- 2011年 - 2013年 京都サンガF.C. コーチ
- 2014年 - 2015年 ガイナーレ鳥取 コーチ
- 2016年 湘南ベルマーレ ヘッドコーチ
- 2017年 - 2021年5月 ガイナーレ鳥取
  - 2017年 - 2018年 U-18 監督
  - 2019年 - 2021年5月 トップチーム 監督
- 2021年5月 - 2023年8月 FC今治
  - 2021年5月 - 同年11月 トップチーム コーチ
  - 2022年 トップチーム ヘッドコーチ
  - 2023年 - 同年8月 トップチーム 監督
- 2023年8月 - 2024年 AC長野パルセイロ 監督
- 2025年 - 湘南ベルマーレ ヘッドコーチ

## 監督成績
| 年度   | 所属   | クラブ | リーグ戦 | リーグ戦 | リーグ戦 | リーグ戦 | リーグ戦 | リーグ戦 | カップ戦      | カップ戦  | 備考                   |
| 年度   | 所属   | クラブ | 順位     | 勝点     | 試合     | 勝       | 分       | 敗       | Jリーグカップ | 天皇杯    | 備考                   |
| ------ | ------ | ------ | -------- | -------- | -------- | -------- | -------- | -------- | ------------- | --------- | ---------------------- |
| 2019   | J3     | 鳥取   | 7位      | 50       | 34       | 14       | 8        | 12       | -             | 2回戦敗退 |                        |
| 2020   | J3     | 鳥取   | 5位      | 57       | 34       | 17       | 6        | 11       | -             | -         |                        |
| 2021   | J3     | 鳥取   | 12位     | 7        | 7        | 2        | 1        | 4        | -             | -         | 解任（7節）時点の成績  |
| 2023   | J3     | 今治   | 4位      | 33       | 21       | 8        | 9        | 4        | -             | 2回戦敗退 | 解任（21節）時点の成績 |
| 2023   | J3     | 長野   | 14位     | 21       | 14       | 5        | 6        | 3        | -             | -         | 就任（25節）以降の成績 |
| 2024   | J3     | 長野   | 18位     | 37       | 38       | 7        | 16       | 15       | 3回戦敗退     | 2回戦敗退 |                        |
| J3通算 | J3通算 | J3通算 | -        | -        | 148      | 53       | 46       | 49       | -             | -         | -                      |
| 総通算 | 総通算 | 総通算 | -        | -        | 148      | 53       | 46       | 49       | -             | -         | -                      |

## タイトル

### 個人
- J3リーグ・月間最優秀監督賞：2回（2019年7月[13]、2019年10月[14]）